# 1027-й зенітний ракетно-артилерійський полк (Україна)
1027 зенітний ракетно-артилерійський полк (1027 ЗРАП) — формування зенітних ракетних військ у складі Сухопутних військ України.

## Історія
Полк сформовано 15 березня 2025 року на базі зенітного ракетно-артилерійського дивізіону 101-ї окремої бригади охорони ГШ.

## Озброєння
- Gepard